# Pumpkin Center (Caroline du Nord)
 (mai 2025).
Pumpkin Center est une census-designated place située dans le comté d'Onslow, dans l’État de Caroline du Nord, aux États-Unis. Lors du recensement de 2020, elle comptait 1 855 habitants.